# Airco DH.4
Airco DH.4 — британский двухместный биплан. Один из самых массовых и лучших самолетов Первой Мировой войны. Создавался как одномоторный быстроходный дневной бомбардировщик, затем использовался как почтовый и транспортный самолет. Самолет разработан известным английским летчиком и авиаконструктором сэром Джефри Де Хэвилендом.
«Я выполнил очень много дальних полетов и ни разу не был сбит» — так отзывался о DH.4 лейтенант Ральф Сорли.

## История
Летательные аппараты, которые были созданы до начала Первой Мировой войны мало подходили для реальных боевых действий. Конструкторы начали срочно проектировать боевые самолеты, отвечающие требованиям военных. DH.4 разрабатывался как легкий двухместный боевой самолет, предназначенный для выполнения как воздушной разведки, так и дневных бомбардировочных задач. Для получения требуемых летно-боевых характеристик авиаконструктор Джефри де Хэвиленд отошел от схемы самолета, применяемой им раннее, с толкающим винтом и хвостовой фермой. Самолет построили на заводе компании" Эйркрафт мануфактуринг Компани Лимитед" в Хелдоне. Это был классический, для своего времени, биплан деревянной конструкции с полотняной обшивкой и неубираемым шасси.
В августе 1916 года, с аэродрома Хэндон впервые поднялся в воздух прототип бомбардировщика DH.4, лётчиком которого был сам Джеффри де Хэвиленд (в те годы авиаконструкторы сами испытывали свои машины). Летные данные нового самолета были признаны обнадеживающими, и военные сразу проявили к нему повышенный интерес. Самолет рекомендовали к принятию на вооружение с дальнейшей заменой двигателя на более мощный.
После первых полетов на заводском аэродром в Хелдоне самолет перебазировался в главную летную школу Royal Flying Corps, где до октября 1916 года проводились эксплуатационные испытания, оттуда самолет переправили во Францию для проведения полевых испытаний..
В целом заказчик высоко оценил летные характеристики самолета. Без полезной нагрузки он достигал скорости 182 км/ч, время подъема на высоту 3050 м составляло 16 мин 20 сек. Со штатной боевой нагрузкой в 120 кг и запасом полета на 7,3 часа скорость составляла 174 км/ч, а скороподъёмность 19 минут. Это было на уровне лучших на то время истребителей. Отмечалась отличная устойчивость и управляемость самолета, особенно при посадке.

## Производство
Еще в процессе проектирования самолета командование Королевского летного корпуса подписало с Airco контракт на поставку 50 самолетов. Серийное производство на заводе в Хелдоне началось в январе 1917 года. Всего на заводе было изготовлено 835 самолетов, однако военным требовалось больше самолетов. Поэтому к производству DH.4 подключился ряд других британских предприятий. Всего в Великобритании было построено 1449 экземпляров DH.4.
Большое количество самолетов было изготовлено в США. США вступили в Первую Мировую войну в апреле 1917 года и к началу войны фактически не имели современных боевых самолетов, поэтому было принято решение о производстве в стране самолетов по лицензии. Одним из самолетов оказался как раз DH.4. В августе 1917 года на предприятие Dayton Wright поступил образец самолета DH.4 без двигателя и оборудования, документация и чертежи, а также фирма Airco прислала заводских специалистов для налаживания производства. В сентябре 1917 года самолет был собран и подготовлен к полетам.
Выпускаемые в Америке самолеты получили название DH-4. На них устанавливали более мощный, чем на британских самолетах, двигатель. Были усилены шасси. Сравнительные испытания показали, что самолет американской версии на 25 кг легче британского аналога, при этом поднимает полезную нагрузку на 70 кг большую. Dayton Wright и еще две американские фирмы построили 4846 экземпляров DH-4, производство прекратилось в 1919 году. Всего было заказано 7502 самолета, однако после окончания Первой Мировой войны заказы на недопоставленные самолеты были аннулированы.
Производство DH.4 должно было быть организовано по лицензии в России на московском заводе «Дукс». Сюда осенью 1917 года поступила необходимая документация. Однако революция и Гражданская война не позволили реализовать данный проект. Тем не менее в 1920—1923 годах на этом заводе, переименованном в ГАЗ № 1, удалось выпустить 50 экземпляров DH-4. Рабочие чертежи подготовил будущий авиаконструктор Н. Н. Поликарпов. На самолетах советского производства стояли итальянские двигатели Fiat A.12. Позже на базе этого самолета Поликарпов разработал первый советский серийный разведчик Р-1.
В 1926 году бельгийское предприятие SABCA построило еще 15 экземпляров DH.4.

## Боевое применение и послевоенная эксплуатация
DH.4 использовался в подразделениях Британского Королевского летного корпуса и в Королевской Военно-Морской Воздушной службе: на Западном фронте — во Франции и Бельгии, в Месопотамии, в Греции, в Италии и в Великобритании. Помимо этого самолеты базировались в резервных и учебно-тренировочных подразделениях в Великобритании. Еще 12 самолетов британской постройки были в Canadian Air Force.
Американские DH.4 стали поступать на Западный фронт в 1918 году, до момента перемирия во Францию было доставлено 1213 самолетов. В целом самолет хорошо показал себя на фронте, он нравился пилотам за хорошую маневренность и высокую скорость. Самолет использовался не только как бомбардировщик, но и как штурмовик. В последнем качестве DH.4 работали непосредственно над полем боя, атакуя немецкие войска малокалиберными осколочными бомбами.
Обычно на боевое задание уходило около 10 бомбардировщиков, и они делились на две части по пять самолётов, каждая из которых строилась клином. Во время нападений истребителей бомбардировщики сближались, а задний клин располагался уже выше и таким образом с любого направления вражеские истребители попадали под обстрел пулемёта. Использовался самолет и в качестве перехватчика, так как его скорость была выше, чем у некоторых немецких истребителей. Самой известной была акция по уничтожению флагманского германского дирижабля Zeppelin L 70 на восточном побережье Англии. Однако чаще всего DH.4 использовались для визуальной и фоторазведки.
Самолет идеально подходил для фоторазведки, так как имел максимальный потолок около 6700 м. На этой высоте ни один самолет не мог достать DH.4 и, казалось экипаж мог спокойно выполнять боевое задание, но тут пилотам приходилось бороться с холодом и кислородным голоданием. Чтобы не обморозиться лётчик и наблюдатель натирали лицо китовым жиром и надевали замшевые маски, защищавшие от пронизывающего холода. Сказывался и недостаток кислорода, особенно тяжело было наблюдателю, поскольку ему приходилось постоянно двигаться, обслуживая громоздкую фотокамеру.
Самолет воевал на всех участках Первой мировой войны, а после окончания боевых действий в Европе часть самолётов Англия продала в другие страны.
В начале 1920-х годов DH.4 вошли в состав ВВС Испании, Бельгии, Греции и Японии, Австралии, стран Латинской Америки, США, а также использовался в гражданских авиакомпаниях.
Часть машин приобрела бельгийская фирма SNETA для перевозки пассажиров и грузов.
Самым важным событием для DH.4 британских ВВС стало транспортное обслуживание Версальской мирной конференции. Из-за сильных разрушений наземной инфраструктуры на севере Франции авиация оказалась единственным средством для оперативной доставки участвовавших в конференции дипломатов, военных и технических специалистов, а также документации. Кабина наблюдателя была приспособлена для перевозки двух пассажиров.
Самолет использовали и гражданские авиакомпании. В пассажирском варианте место летчика оставалось открытым, а кабина наблюдателя оборудовалась для 2−3 пассажиров и выполнялась закрытой с остеклением. Использовали гражданские DH.4 и в США, где самолетов изготовили больше всего. Много самолетов попали в почтовое ведомство США, самолеты доработали и место наблюдателя занял грузовой отсек. Американцы испытали на самолете различное авиационное оборудование, а в 1923 году пара самолетов DH-4 совершила первую в мире дозаправку в воздухе.

## Конструкция
DH.4 — цельнодеревянный двухстоечный одномоторный двухместный биплан с полотняной обшивкой и неубирающимся шасси.
Фюзеляж - прямоугольного сечения с закругленной верхней частью. Технологически фюзеляж состоит из двух частей передней и хвостовой, которые состыкованы за кабиной наблюдателя. Передняя часть состоит из нескольких отсеков — впереди расположен моторный отсек, затем кабина пилота, за ней топливный бак, далее кабина наблюдателя или грузовой отсек.
Каркас фюзеляжа деревянный ферменный. Лонжероны изготавливались из ели, распорки из ясеня, моторная рама из ясеня. Каркас хвостовой части усилен проволочными растяжками. Обшивка передней части из трехслойной фанеры, в районе двигателя закрыта алюминиевым кожухом. Обшивка хвостовой части полотно. Такая конструкция позволила сделать фюзеляж одновременно прочным и лёгким.
Крыло - двухстоечная бипланная коробка. Крылья в плане прямоугольные с закругленными законцовками. Крепление крыла к фюзеляжу производилось с помощью тросов. Верхнее крыло состояло из трех секций — центроплан и две консоли. Нижнее крыло — две консоли. Оба крыла имеют одинаковый размах и хорду. Верхнее крыло вынесено вперед на 0,32 м. Крылья установлены под углом 3 градуса к фюзеляжу.
Силовой набор крыльев два лонжерона и 15 нервюр. Материал лонжеронов — ель. Нервюры склеены из листов древесины. Обшивка крыльев — полотно. На обоих крыльях установлены элероны, которые крепятся к заднему лонжерону крыла. Для предохранения крыла от касания с землей на законцовках нижнего крыла установлены деревянные дуги. Стойки между крыльями деревянные, расчалки из стальной проволоки.
Хвостовое оперение - классическое однокилевое с трапециевидным стабилизатором. Стабилизатор двухлонжеронный переставляемый в полете. Угол установки стабилизатора от +2 до +5 градусов. Угол установки стабилизатора изменяется при помощи червячной передачи. Каркас оперения деревянный обшитый полотном.
Шасси — двухмоторное с хвостовым костылем. Опоры V-образные деревянные. Между опорами установлена ось, на концах которой установлены колеса, диаметром 750 мм. Амортизация резиновая шнуровая.
Управление — тросовое. Управление рулем направления и элеронами от педали, рулем высоты — от рукоятки.
Силовая установка — поршневой двигатель, установленный в моторном отсеке в носовой части фюзеляжа. На DH.4 устанавливали различные двигатели в зависимости от модификации самолета. Охлаждение двигателя происходило через радиатор овальной формы, а выхлопная труба располагалась над верхним крылом. Воздушный винт двухлопастный или четырехлопастный диаметром 2,62 м. Четырехлопастный винт представлял собой две пары двухлопастных винтов, соединенных болтами.
Основной топливный бак располагался в фюзеляже между кабинами пилота и наблюдателя. Емкость основного бака 286 литров. Расходный бак был установлен под левой верхней консолью, емкость бака от 28 до 76 литров. Масляный бак, емкостью 21 литр, располагался под носовой частью фюзеляжа.
Приборы - на самолёте были установлены: указатель скорости, высотомер, компас, счетчик оборотов, индикаторы уровня топлива и масла. Приборы были снабжены подсветкой для ночных полетов.

## Модификации[1]
| DH.4     | базовая модификация — двухместный дневной бомбардировщик                 |
| DH.4A    | гражданская модификация для перевозки двух пассажиров                    |
| DH.4R    | одноместный гоночный самолет с 450-сильным двигателем Napier Lion        |
| DH-4     | DH.4 производства США с двигателем Liberty L-12                          |
| DH-4A    | с топливным баком на 485 литров                                          |
| DH-4B    | кабину пилота и бензобак поменяли местами, шасси передвинули вперед      |
| DH-4K    | версия с закрытой пассажирской кабиной                                   |
| DH-4BD   | сельскохозяйственная версия с аппаратурой для аэросева и химработ        |
| DH-4BG   | версия для постановки дымовых завес                                      |
| DH-4BK   | версия с приборами для ночных полетов                                    |
| DH-4BM   | транспортная версия                                                      |
| DH-4BP   | версия для аэрофотосъемки                                                |
| DH-4BT   | учебно-тренировочная версия                                              |
| DH-4L    | самолет для гражданских нужд, с тонким фюзеляжем и баком на 185 галлонов |
| DH-4Amb  | медицинский самолет с носилками                                          |
| DH-4M    | версия с каркасом фюзеляжа из сварных стальных труб                      |
| DH-4M-1T | учебно-тренировочный самолет с двойным управлением                       |
| DH-4M-1K | буксировщик мишеней                                                      |

## Технические характеристики
- Размах крыла — 12.92 м
- Длина — 9.35 м
- Высота — 3.35 м
- Площадь крыла — 40.32 м²
- Масса:
  - Пустого самолета — 1083 кг
  - Нормальная взлетная — 1575 кг
- Тип двигателя — 1 ПД Rolls-Royce Eagle VII (Liberty L-12)
- Мощность, л. с. — 1 х 375 (395—421)
- Максимальная скорость — 230 км/ч
- Крейсерская скорость — 212 км/ч
- Продолжительность полета — 6 часов 45 минут
- Максимальная скороподъемность — 370 м/мин
- Практический потолок — 7163 м
- Экипаж — 2 человека
- Вооружение:
  - Один передний 7.7-мм пулемёт Vickers, один-два 7.7-мм пулемёта Lewis в задней кабине (вариант Сухопутных войск Великобритании и авиации ВМС Великобритании).
  - Один 7.62-мм передний и один 7.62-мм задний пулеметы Marlin или вооружение аналогично британским версиям (Вариант американского производства).
- Бомбовая нагрузка — 209 кг.

## Эксплуатанты

### Военные
Великобритания
- Королевский лётный корпус
- Королевские ВВС
- Royal Naval Air Service, предшественник Fleet Air Arm

 Канада
- ВВС Канады (1918-1920)
- Королевские ВВС Канады

 Новая Зеландия
- "Постоянные ВВС Новой Зеландии": 2 самолёта использовались в 1919-1929 годах в качестве учебных. Первый самолёт, перелетевший через гору Кука (8.09.1920); рекорд высоты Новой Зеландии: 21 000 футов (6400 м) (27.11.1919).

 Южно-Африканский Союз
- ВВС Южно-Африканского Союза

 Бельгия
- ВВС Бельгии

 Королевство Греция
- ВВС Греции
- Королевская Авиаслужба ВМС Греции

 Иран
- Шахские ВВС Ирана

 Куба
- ВВС Кубы: DH-4 американской постройки

 Мексика
- ВВС Мексики

 Никарагуа
- ВВС Никарагуа: 7 DH-4B.[4]

 Королевство Испания
- ВВС Испании

 СССР
- ВВС СССР

 США
- ВВС Армии США: эскадрильи 8, 11, 20, 50, 85, 91, 104, 135, 163, 166, 168, 278, 354
- авиация ВМС США
- авиация КМП США

 Турция
- ВВС Турции

 Чили
- ВВС Чили

### Гражданские
Великобритания
- Aircraft Transport and Travel Limited
- Handley Page Transport
- Imperial Airways
- Instone Air Line

 Аргентина
- The River Plate Aviation Co. Ltd.

 Австралия
- QANTAS

 Бельгия
- SNETA

 США
- U.S. Post Office